# Srednji trputac
Srednji trputac (bokvica sridnja,  troputac, prpotec, dugoklasni trputec, lat. Plantago media), vrsta trputca, trajnice iz porodice trpučevki. Česta je biljka suhih brdskih travnjaka, raširen je po gotovo cijeloj Europi, uključujući i Hrvatsku, a uvezen je uvezen i u neke države SAD–a i neke kanadske provincije

## Opis
Zeljasta biljka koja raste na vlažnim travnatim livadama do 2000 m nadmorske visine. Tanka stabljika između 5 i 50 cm razvija se iz prizemne rozete fino dlakavih listova. Nježni ružičasto-bijeli cvjetovi rađaju između svibnja i rujna. P. media je hermafrodit i oprašuje se vjetrom ili kukcima, osobito pčelama, te muhe, kornjaši. 

## Upogtreba
Listovi su joj lijek protiv plamenjače na voćkama.

## Rasprostranjenost
Raširena po Europi i umjerenoj Aziji (gotovo čitava Rusija), Turska, irak, Iran, Kazahstan, Kirgistan.

## Podvrste
- Plantago media subsp. media
- Plantago media subsp. pindica (Hausskn.) Greuter & Burdet